# Мендзыжеч
Мендзыжеч (пол. Międzyrzecz), Мезеритц (нем. Meseritz) — город в Польше, входит в Любушское воеводство, Мендзыжечский повят. Имеет статус городско-сельской гмины. Занимает площадь 10,26 км². Население — 18 310 человек (на 2017 год).

## Известные уроженцы
- Бернд, Христиан Самуэль Теодор (1775—1854) — немецкий лингвист, сфрагист, геральдик.

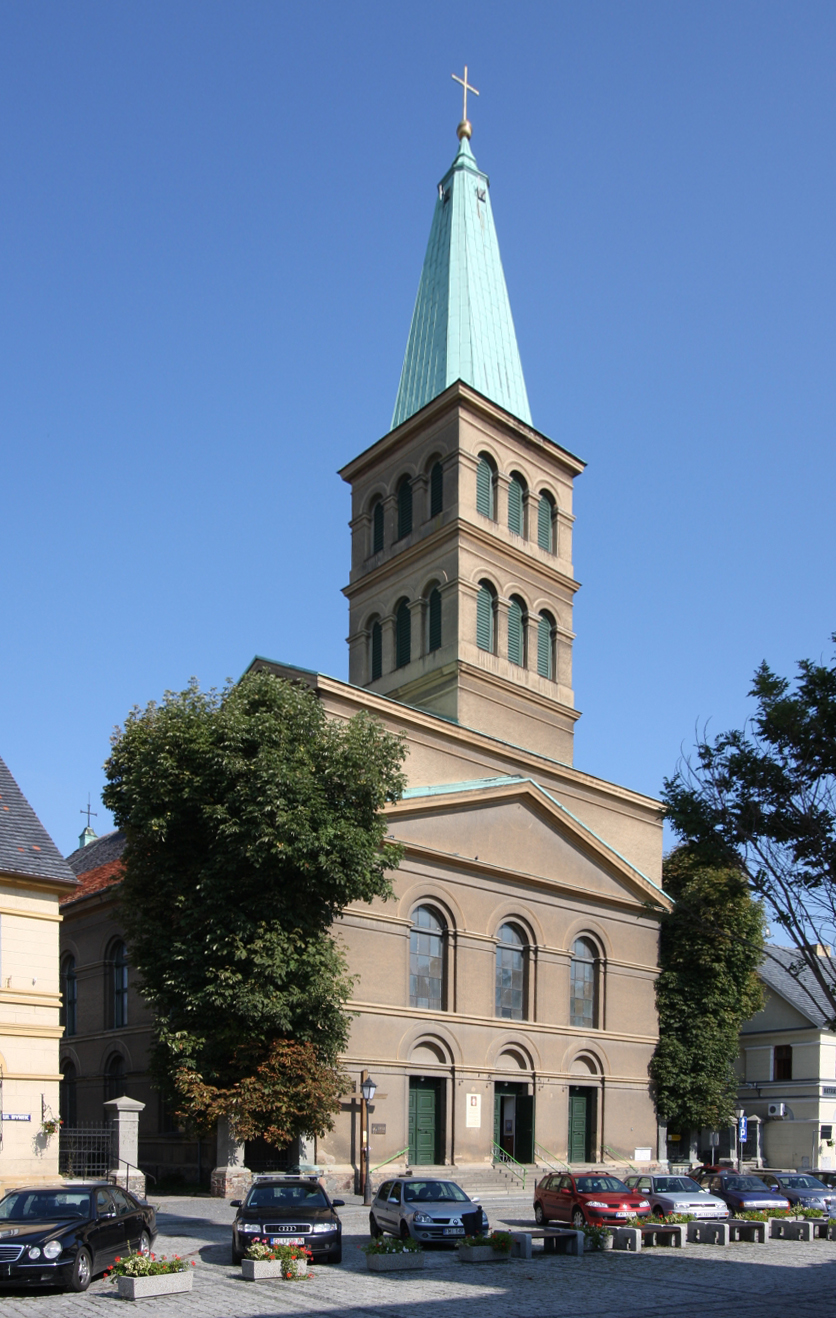
Кирха прихода св. Войцеха римско-католической церкви, Рыночная площадь, 13.
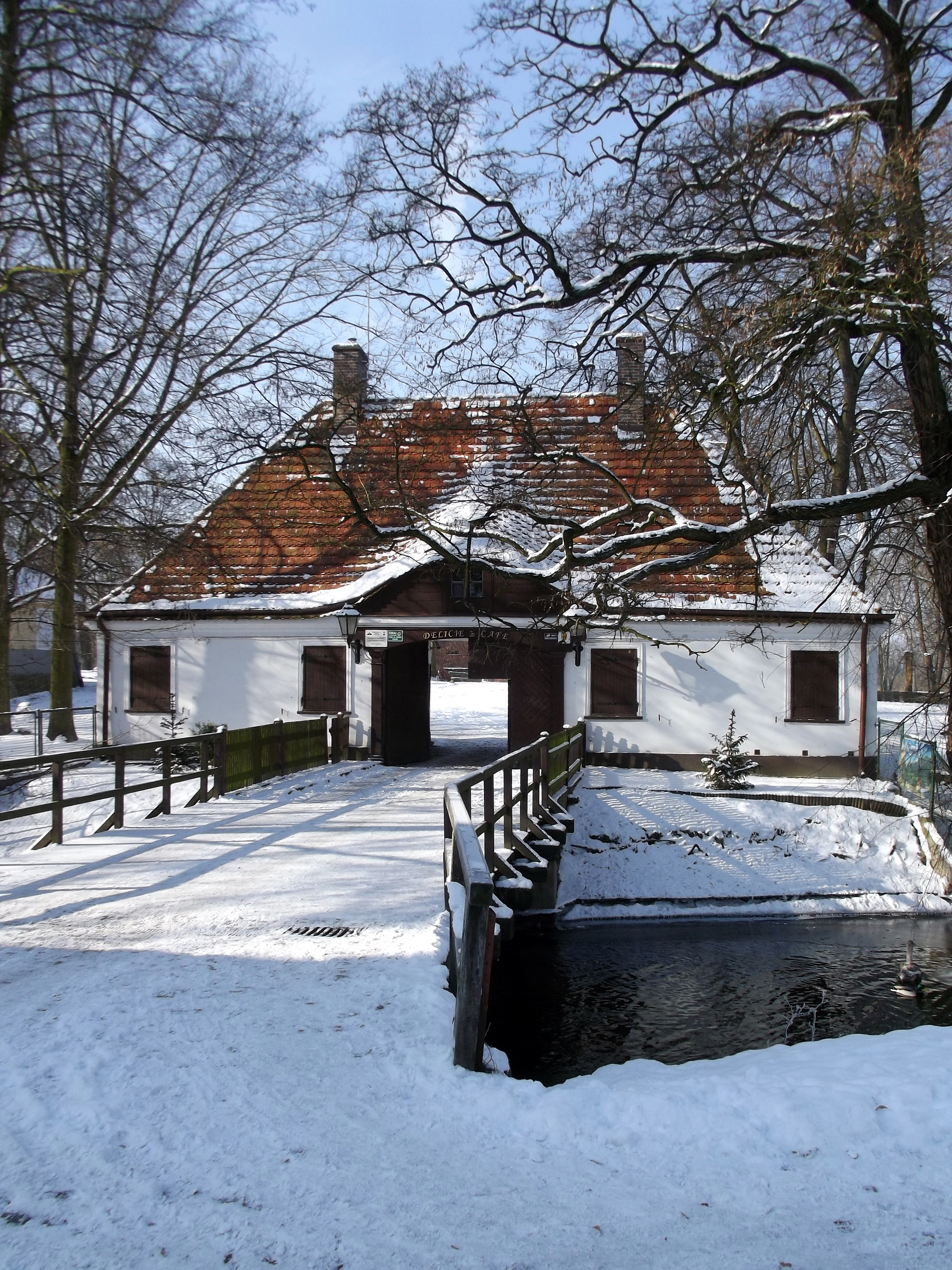
Дом в парке
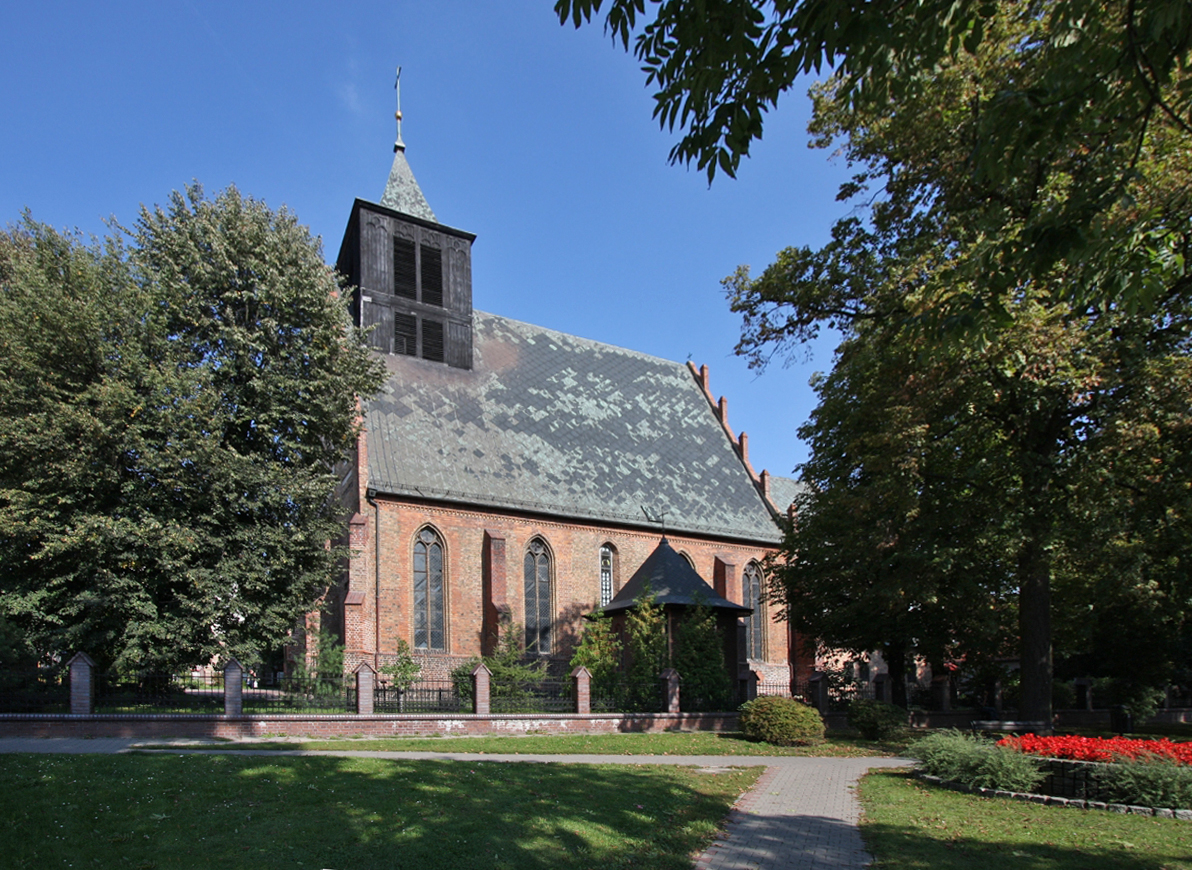
Костёл
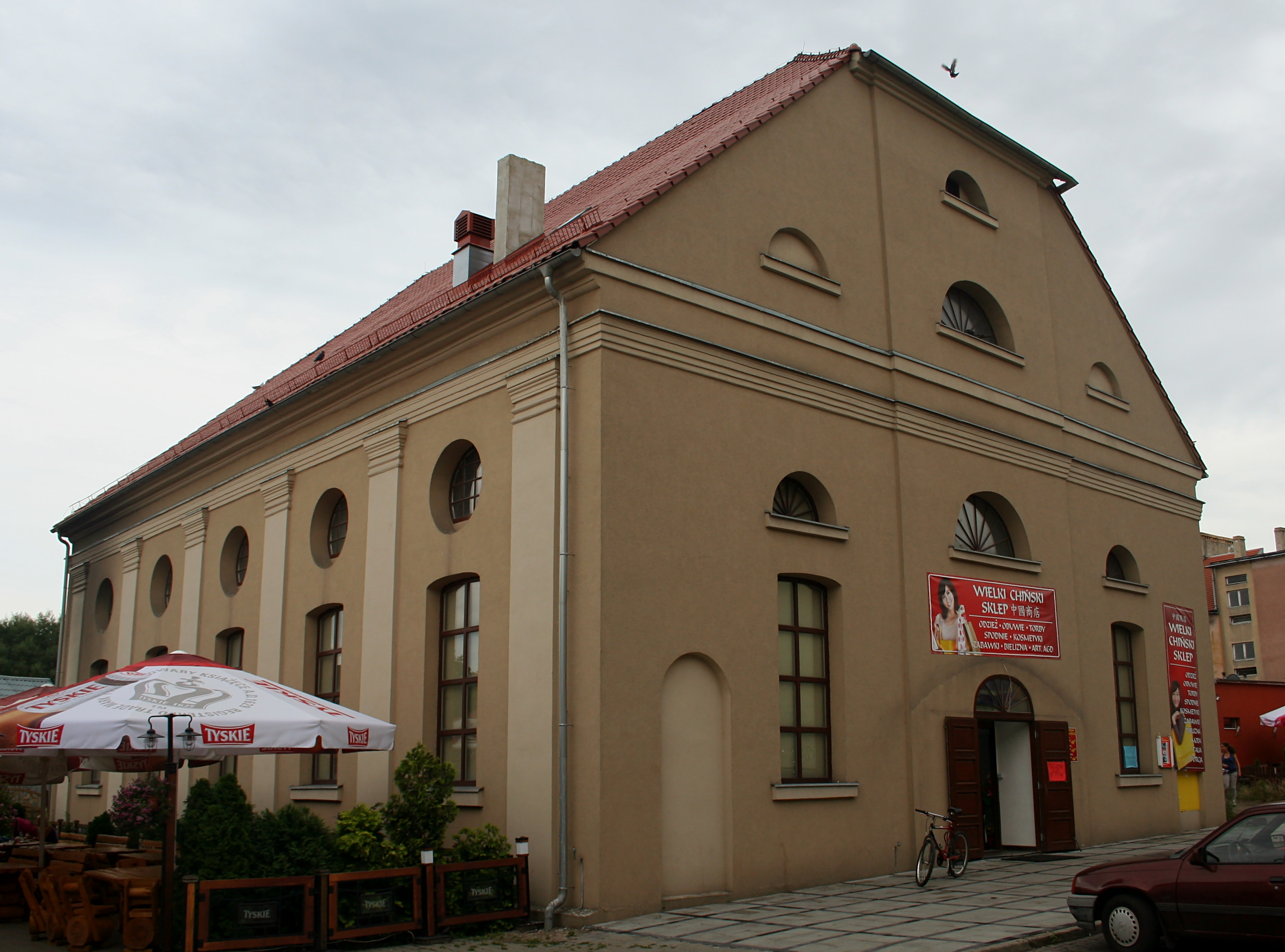
Синагога Мендзыжеча
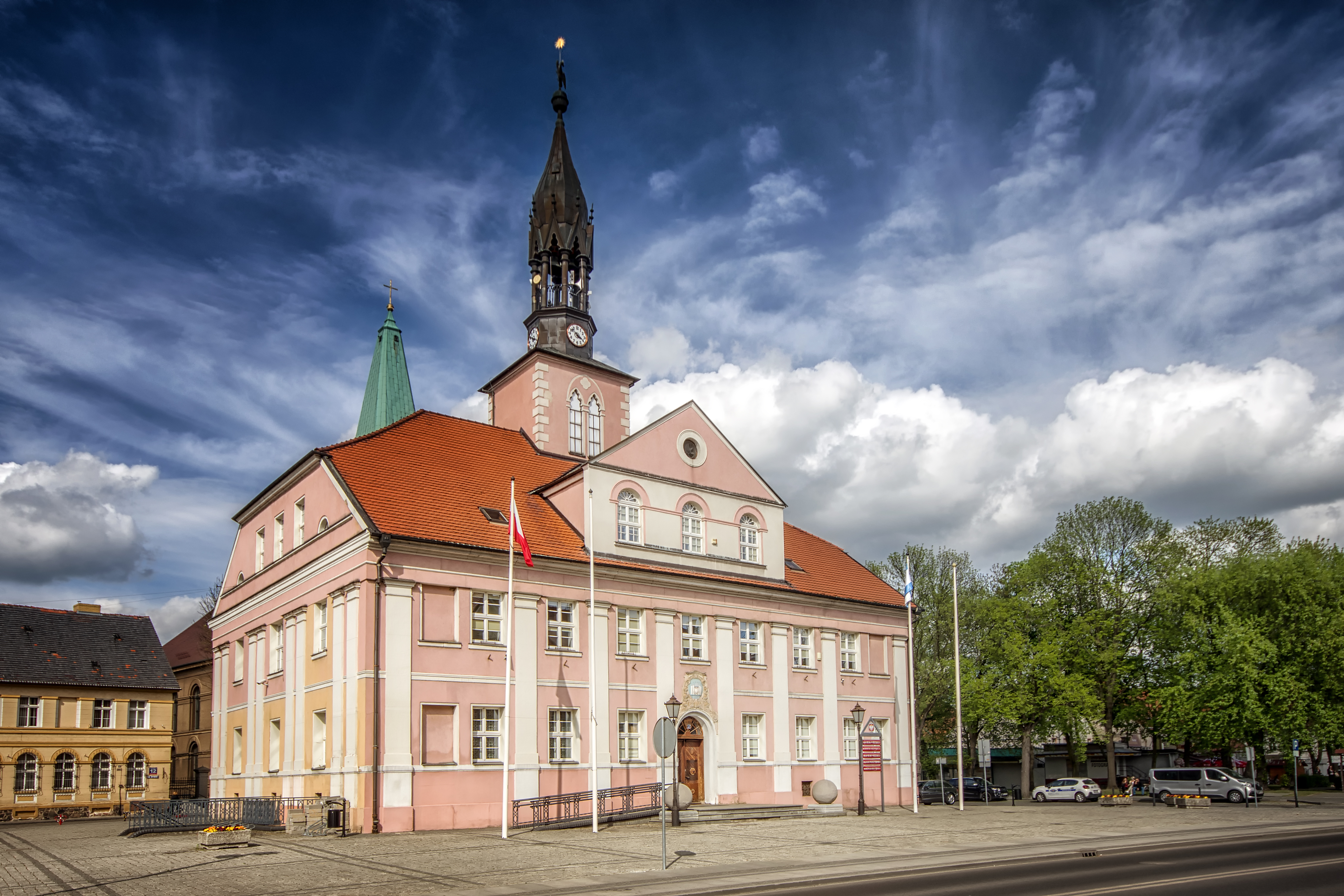
Ратуша Мендзыжеча
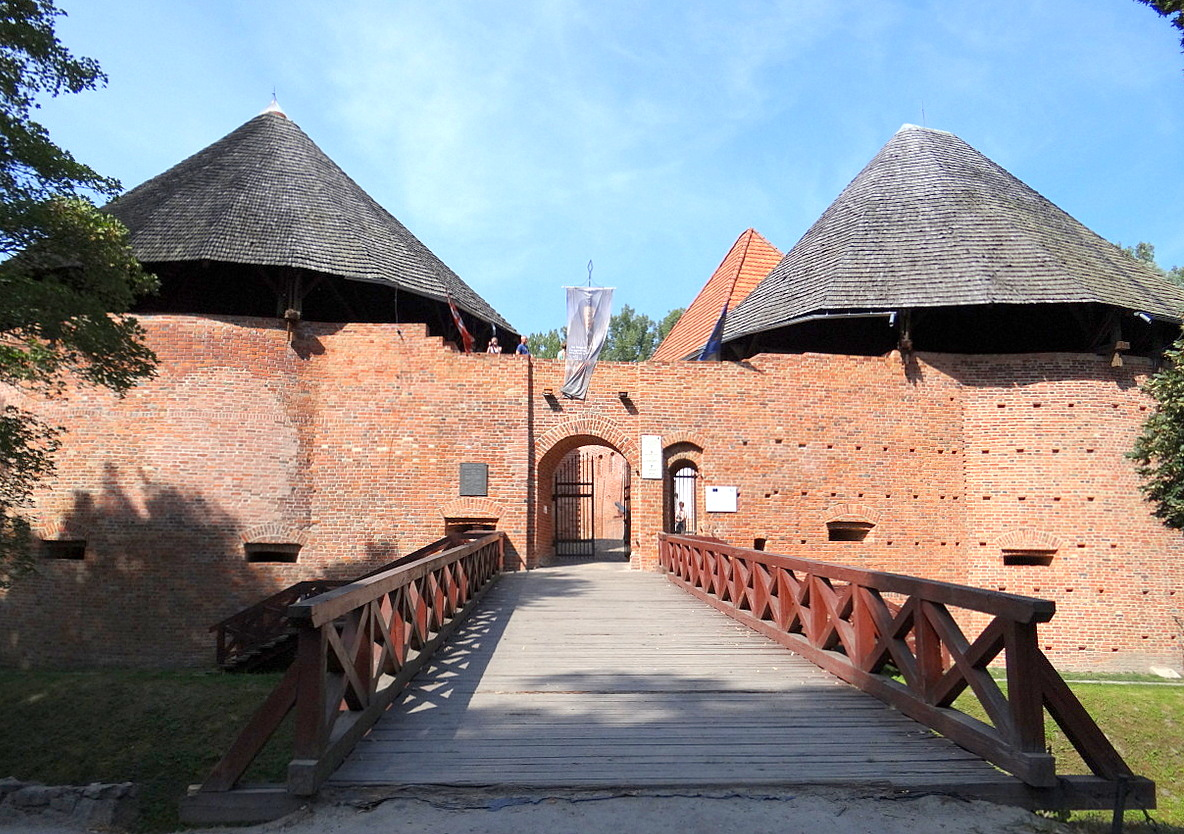
Замок